# Europeiska unionens arbetsrätt

Europeiska flaggan

Europeiska unionens arbetsrätt är en del av unionsrätten och utgörs av unionens fördrag, lagstiftning, rättspraxis, internationella avtal och andra akter som genom unionens institutioner har antagits gemensamt av medlemsstaterna. Majoriteten av unionens arbetsrättsliga regler utgörs av direktiv.
Arbetsrätten präglas i hög grad av de ”gamla medlemsstaterna” (de medlemsstater som anslöt sig till unionen innan 2000-talets början), vars arbetsrättsliga modeller brukar kallas den kontinentala, den anglosaxiska och den nordiska modellen (ibland inkluderas även den sydeuropeiska modellen). Den kontinentala modellen, som används av bland annat Tyskland och Frankrike, karaktäriseras av att staten och lagstiftningen står i centrum, även om avtal på arbetsmarknaden också spelar en viss roll. Den anglosaxiska modellen används av Irland och bygger i större utsträckning på domstolspraxis än lagstiftning, och kollektivavtal har ingen juridiskt bindande status. Den nordiska modellen återfinns i hela Norden och kan något förenklat beskrivas som att statens roll är att ge vissa grundläggande riktlinjer som kompletteras av kollektivavtal. De skiftande modellerna har gett upphov till vissa svårigheter att harmonisera arbetsrätten eftersom det inte finns något gemensamt system att utgå ifrån. 
Arbetsrättens utformning har skiftat avsevärt sedan Romfördraget 1958, men den generella utvecklingen har gått mot en större reglering på europeisk nivå och en ökad harmonisering mellan medlemsstaterna. Vissa forskare har delat in den arbetsrättsliga utvecklingen i olika perioder: 1958–1972 med fri rörlighet för arbetstagare, 1972–1980 där socialpolitiken var central, 1980–1987 med en stagnation i socialpolitiken, 1987 till Maastrichtfördraget och ett särskilt avtal om socialpolitik 1992, till Amsterdamfördraget 1999, till Nicefördraget och stadgan om de grundläggande rättigheterna 2003 samt till Lissabonfördraget 2009.

## Utveckling
I Romfördraget, som trädde i kraft den 1 januari 1958, fastställdes att arbetsvillkoren och levnadsstandarden för europeiska arbetstagare skulle förbättras, samt att en utjämning mellan medlemsstaterna skulle eftersträvas. I praktiken lades dock mest energi på att försäkra sig om arbetskraftens fria rörlighet under denna period. Det var inte förrän i början av 1970-talet som arbetsrätten uppmärksammades och mer detaljerade regler tillkom. Under 1974 upprättades ett socialt handlingsprogram vars syfte bland annat var att uppnå full sysselsättning och förbättrade arbetsvillkor. Vid samma tidpunkt började även EG-domstolen bli mer aktiv genom prejudicerande domar. Behovet av att harmonisera medlemsstaternas arbetsrättsmodeller blev mer akut då Danmark, Irland och Storbritannien blev medlemmar under 1970-talet. Under 1975 antogs ett direktiv om lika lön för kvinnor och män (direktiv 75/117/EEG) av Europeiska gemenskapernas råd. Regler tillkom även för kollektiva uppsägningar, arbetstagarnas ställning vid överlåtelse av verksamheter samt vid arbetsgivarens insolvens. Flera direktiv tillkom också om arbetsmiljöbestämmelser.
1970-talets arbetsrätt präglades av ökad trygghet för arbetstagarna, men under 1980-talet kom detta gradvis att glida mot en ökad flexibilitet för arbetsgivarna. Under denna tid, när avregleringar stod i fokus, var det i princip endast inom områdena jämställdhet och arbetsmiljö som regler tillkom. Den 1 juli 1987 trädde europeiska enhetsakten i kraft som bland annat reviderade bestämmelserna om den gemensamma marknaden och det planerade förverkligandet av de fyra friheterna — fri rörlighet för varor, tjänster, personer och kapital — i form av en inre marknad till slutet av 1992. Enhetsakten innebar också att en särskild artikel antogs om Europeiska gemenskapernas kommissions skyldighet att uppmuntra dialog mellan arbetsmarknadens parter på europeisk nivå. Under 1989 antog alla medlemsstater förutom Storbritannien en social stadga om grundläggande sociala rättigheter för arbetstagare.
Den sociala sidan av unionen togs upp på nytt i Maastrichtfördraget i början av 1990-talet, men då medlemsstaterna inte kunde enas om förändringar i fördraget slöt istället elva av de tolv medlemsstaterna ett särskilt avtal om socialpolitik som syftade till att förverkliga den sociala stadgan. Med detta nya avtal reglerades arbetstagarnas inflytande i multinationella företag, föräldraledighet, icke-diskriminering av deltidsanställda och bevisbördan i jämställdhetsmål. När Storbritannien, som var den enda medlemsstaten som inte ingick i det sociala avtalet, fick en ny vänsterregering 1997 kunde frågorna i avtalet inarbetas i Amsterdamfördraget, som trädde i kraft den 1 maj 1999. Nicefördraget, som trädde i kraft den 1 februari 2003, innebar inga väsentliga förändringar inom arbetsrättsområdet, även om stadgan om de grundläggande rättigheterna tillkom i samband med Nicefördraget. Lissabonfördraget, som trädde i kraft den 1 december 2009, omstrukturerade unionen i flera hänseenden, men ur ett socialt perspektiv förändrades inte mycket.

## Organisationer på europeisk nivå
Under 1900-talet har både arbetsgivar- och arbetstagarorganisationer bildats på europeisk nivå. Dessa finns representerade i olika partssammansatta organ. På arbetsgivarsidan återfinns Business Europe som bildades redan 1958 under namnet Union of Industrial and Employers' Confederation of Europe (Samarbetsorganisationen för europeiska arbetsgivarföreningar och industriförbund, förkortat UNICE). Organisationen företräder över 20 miljoner företag i Europa och omkring 40 centrala arbetsgivarorganisationer, vissa även från länder utanför Europeiska unionen. För offentligt ägda företag finns European Centre of Employers and Enterprises Providing Public Services (CEEP) som bildades 1961 och som har flera hundra medlemmar.
På arbetstagarsidan är den viktigaste organisationen Europeiska fackliga samorganisationen (EFS), som bildades 1973. Den organiserar omkring 60 miljoner arbetstagare och har över 80 fackliga centralorganisationer som medlemmar. Även här ingår medlemmar utanför unionen. Från svenskt håll är Svenskt Näringsliv medlem i Business Europe och LO, TCO och Saco är medlemmar i EFS. Utöver dessa huvudsakliga arbetsmarknadsorganisationer finns även ett antal branschorganisationer på arbetsgivarsidan och yrkesinternationaler på arbetstagarsidan.
Europeiska kommissionen har sedan europeiska enhetsakten en skyldighet att uppmuntra dialog mellan arbetsmarknadens parter på europeisk nivå. Denna så kallade sociala dialog har varit kantad av motsättningar, men bland annat resulterat i ramavtal om föräldraledighet, deltidsarbete och visstidsarbete.

## Grundläggande rättigheter
Under lång tid efter Europeiska ekonomiska gemenskapens grundande ägnades sociala frågor liten eller ingen uppmärksamhet. Det var först en bit in på 1970-talet som den sociala dimensionen av unionen började diskuteras på allvar. Det första stora konkreta steget mot formulerandet av grundläggande sociala rättigheter kom med europeiska enhetsakten, som trädde i kraft den 1 juli 1987. Fördraget påskyndade även den sociala dialogen mellan arbetsmarknadens parter genom att kommissionen ålades ett ansvar att uppmuntra denna. Kommissionens dåvarande ordförande Jacques Delors tog 1988 initiativ till att formulera en social stadga som 1989 presenterades under namnet gemenskapens stadga om arbetstagarnas grundläggande sociala rättigheter. Den undertecknades av samtliga medlemsstater förutom Storbritannien, men blev inte rättsligt bindande. Stadgan innehöll dock 21 förslag på nya direktiv, varav de flesta senare genomfördes.
Mer betydelsefull än den sociala stadgan blev stadgan om de grundläggande rättigheterna som antogs i samband med Nicefördragets tillkomst år 2000. Arbetet med en stadga om grundläggande rättigheter hade påbörjats redan 1996 när en särskild kommitté utarbetade ett förslag om hur vissa rättigheter skulle inskrivas i Amsterdamfördraget. Då detta inte skedde tillsatte kommissionen några år senare en expertgrupp som gav vissa riktlinjer till hur stadgan skulle utformas. Den slutgiltiga versionen presenterades i Nice den 7 december 2000, men har sedan dess varit föremål för olika förändringar, bland annat i samband med Lissabonfördraget. Stadgan var ursprungligen inte rättsligt bindande, men genom Lissabonfördraget blev den det. En förordning från 2007 ledde också till skapandet av en byrå för grundläggande rättigheter.
Stadgan om de grundläggande rättigheterna består av sju kapitel om värdighet, frihet, jämlikhet, solidaritet, medborgarnas rättigheter, rättsskipning och allmänna bestämmelser. De arbetsrättsligt relevanta delarna återfinns främst i kapitlet om solidaritet. Till exempel rör artikel 27 arbetstagarnas rätt till information och samråd inom företaget, artikel 28 rätten att förhandla och ingå kollektivavtal och vidta stridsåtgärder, artikel 29 rätt till arbetsförmedling, artikel 30 skydd mot uppsägningar utan saklig grund, artikel 31 rättvisa arbetsförhållanden, artikel 32 förbud mot barnarbete och skydd för arbetande ungdomar, artikel 33 skydd för familjeliv. Artiklarna 34–36 rör skydd för social trygghet, hälsovård och tillgång till vissa tjänster. Även delar i andra kapitel har arbetsrättslig relevans. Bland dessa kan nämnas artikel 5 som förbjuder tvångsarbete och slaveri. Artikel 12 stadgar att föreningsfrihet råder och skyddar rätten att bilda och bli medlem i fackföreningar. Artikel 15 gäller friheten att välja yrke och att arbeta. Artikel 21 stadgar om icke-diskriminering och artikel 23 om jämställdhet mellan kvinnor och män bland annat med avseende på anställning och lön.

## Regler för anställning
Vad gäller mer detaljerade regleringar av anställningsförhållandets rätt finns det ett antal direktiv inom området. Direktiv 91/533/EEG rör arbetsgivarens plikt att informera arbetstagaren om villkoren som gäller för anställningen. Arbetsgivaren är enligt direktivet skyldig att informera om ”de väsentliga dragen” och måste informera om parternas identitet, arbetsplatsen, arbetets beskaffenhet, anställningens påbörjande och förväntade varaktighet, längd på betald semester, uppsägningstid, ingångslön, arbetstider och eventuella kollektivavtal.
Direktiv 97/81/EG rör deltidsarbete och föranleddes av ett ramavtal mellan UNICE, CEEP och EFS. Ramavtalet ingår som en bilaga till direktivet och syftar bland annat till att undanröja all diskriminering mot deltidsarbete och skapa möjligheter till en flexibel organisering av arbetstiden för båda parter. Det förbjuder uttryckligen att deltidsarbetande får sämre förmåner än jämförbara heltidsarbetande, till exempel genom att deltidsarbetande måste få lika mycket betalt och samma förmåner i förhållande till tiden de arbetar som heltidsarbetande. Det föreskriver även att det inte utgör saklig grund för uppsägning om en arbetstagare vägrar att gå från heltidsarbete till deltid, eller omvänt. Vidare ska arbetsgivaren underlätta för anställda som vill övergå från hel- till deltid eller omvänt, samt upplysa om lediga tjänster i god tid.
Ett annat ramavtal mellan arbetsmarknadens parter som utmynnat i ett direktiv rör visstidsarbete och undertecknades den 28 juni 1999. Direktiv 1999/70/EG slår fast att tillsvidareanställning är den normala anställningsformen, men att visstidsarbete ibland kan möta både arbetsgivarens och arbetstagarnas behov. Det anger vissa minimikrav och allmänna riktlinjer för visstidsarbete.
Arbetstidsdirektivet (direktiv 2003/88/EG), som ersatte det ursprungliga arbetstidsdirektivet (direktiv 1993/104/EG), reglerar arbetstid i syfte att skydda arbetstagarnas hälsa och säkerhet. Viktiga delar är begränsningen av veckoarbetstiden till i genomsnitt 48 timmar inklusive övertid, ett krav på minst elva timmars vila under en 24-timmarsperiod och betald semester på minst fyra veckor årligen.
En fråga som orsakat stor debatt rör bemanningsföretag. Direktiv 2008/104/EG (bemanningsdirektivet) syftar till att skydda arbetstagare som hyrs ut av bemanningsföretag och fastställa en lämplig ram för anlitande av arbetskraft som hyrs ut av bemanningsföretag. Centralt för direktivet är likabehandlingsprincipen som formuleras i artikel 5. Enligt denna princip ska arbetstagare som hyrs ut ges samma grundläggande arbets- och anställningsvillkor som om de hade varit anlitade direkt av företaget de arbetar på.